# (976) Benjamina
Pour les articles homonymes, voir Benjamina.
(976) Benjamina est un astéroïde de la ceinture principale découvert le 27 mars 1922 par l'astronome franco-russe Benjamin Jekhowsky.
Sa désignation provisoire était 1922 LU.